# Wanggyel
Wanggyel (auch: Wanggyal, Wangyal; tib.: dbang rgyal) ist ein häufig verwendeter Bestandteil tibetischer Namen.
Folgende Personen tragen diesen Namen:
- Geshe Wangyal (1901–1983), Übersetzer und Mönch der Gelug-Tradition des tibetischen Buddhismus
- Gyurme Künsang Wanggyel (1930–2008), 11. Minling Thrichen Rinpoche der Nyingma-Schule des tibetischen Buddhismus
- Ngari Penchen Pema Wanggyel (ca. 1487–ca. 1542), bedeutender Gelehrter, ein Asket und Yoga-Meister und Tertön der Nyingma-Schule des tibetischen Buddhismus
- Phuntsok Wangyal († 2014), tibetischer Politiker
- Tashi Wangyal (* 1975), Politiker in Bhutan
- Tenzin Wangyal Rinpoche (* 1961), Autor und Lama der tibetischen Bön-Tradition